# Gastronomía de Malaui

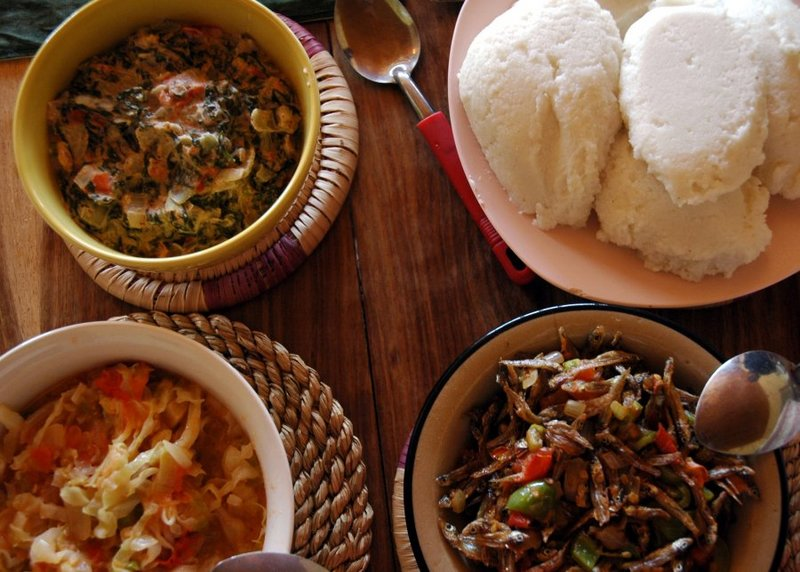
Nshima (arriba, derecha) con tres relishes.

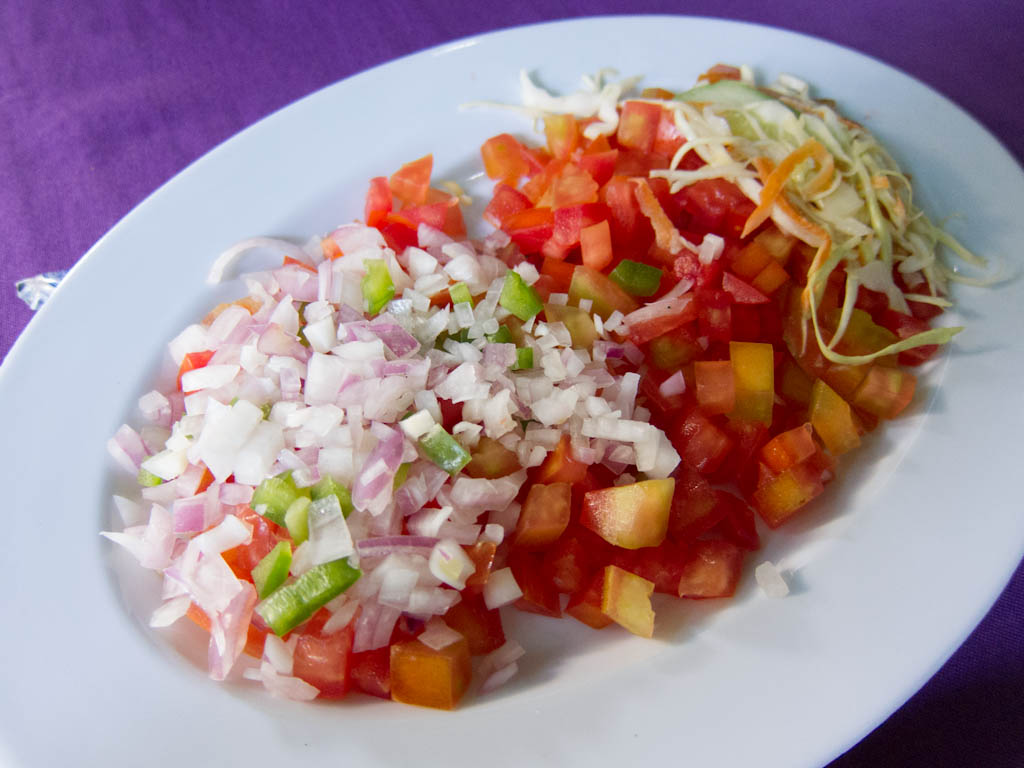
Kachumbari.

La gastronomía malauí comprende los alimentos y técnicas culinarias propias de los habitantes de Malawi. En cuanto a comida, el pescado es un producto popular de la cocina malauí, y de bebidas, la favorita es el té. El azúcar, el café, el maíz, las papas, el sorgo, las carnes de ganado (vacuno y caprino) también son alimentos importantes de la cocina y la economía. El lago Malawi es una fuente de pescado que incluye chambo (similar a la dorada), usipa (similar a la sardina) y mpasa (similar al salmón y kampango). La nshima o ugali es un alimento básico hecho de maíz molido y se sirve con guarnición para carnes, frijoles y vegetales. Se puede comer para el almuerzo o la cena. Kondowole no es una comida que se pueda hacer a granel debido a su consistencia y textura, por lo tanto, no se come con tanta frecuencia como nsima.
Otros platos malauíes son:
- Kachumbari, un tipo de tomate y ensalada de cebolla, sabidos localmente en Malawi cuando  umu' o  eshum' o sencillamente 'tomate y ensalada de cebolla'.
- Thobwa, una bebida fermentada hecha de blanco maize y mijo o sorghum.
- Kondowole, hecho de cassava harina y agua.  Es principalmente de Malawi del norte y es una comida muy pegajosa que se parece a malawiano nsima, Tanzanian ugali, o inglés posho. Es mayoritariamente cocinado en el piso debido a su textura cuando es normalmente duro de correr un palo de cocina a través de por ello mucha fuerza está necesitada. Kondowole Es normalmente comido con peces.[1][2]

Ubicación de Malawi
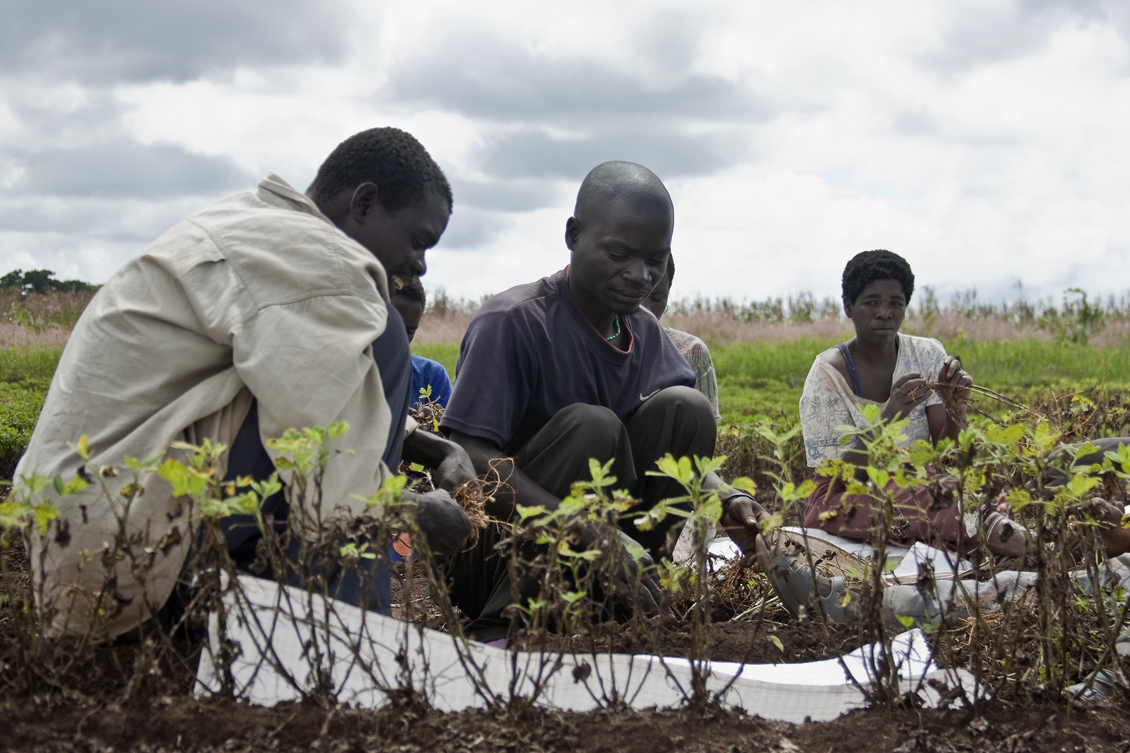
Cosechando maní en una estación de investigación agrícola en Malawi.
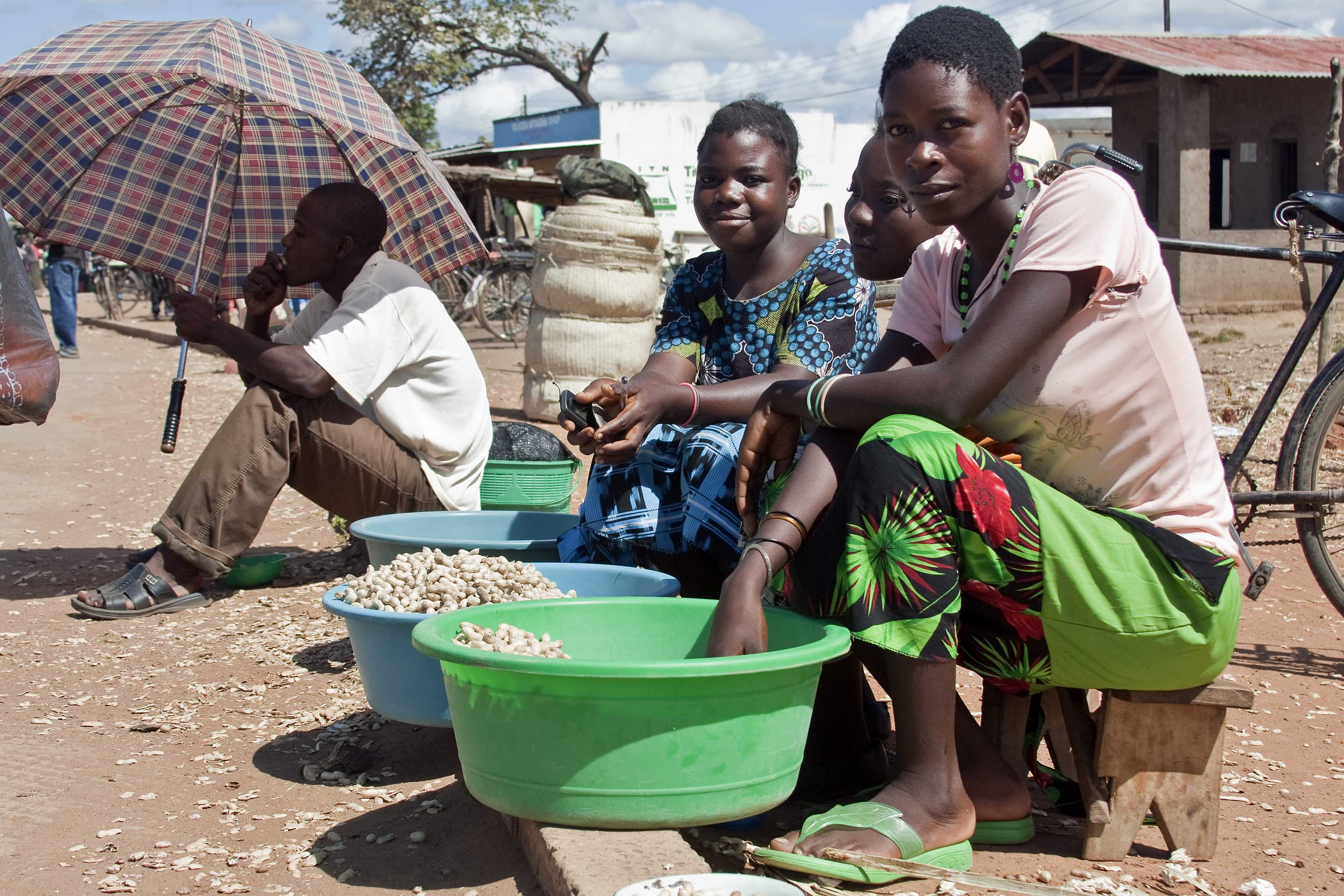
Mujeres en el distrito de Salima vendiendo cacahuetes.
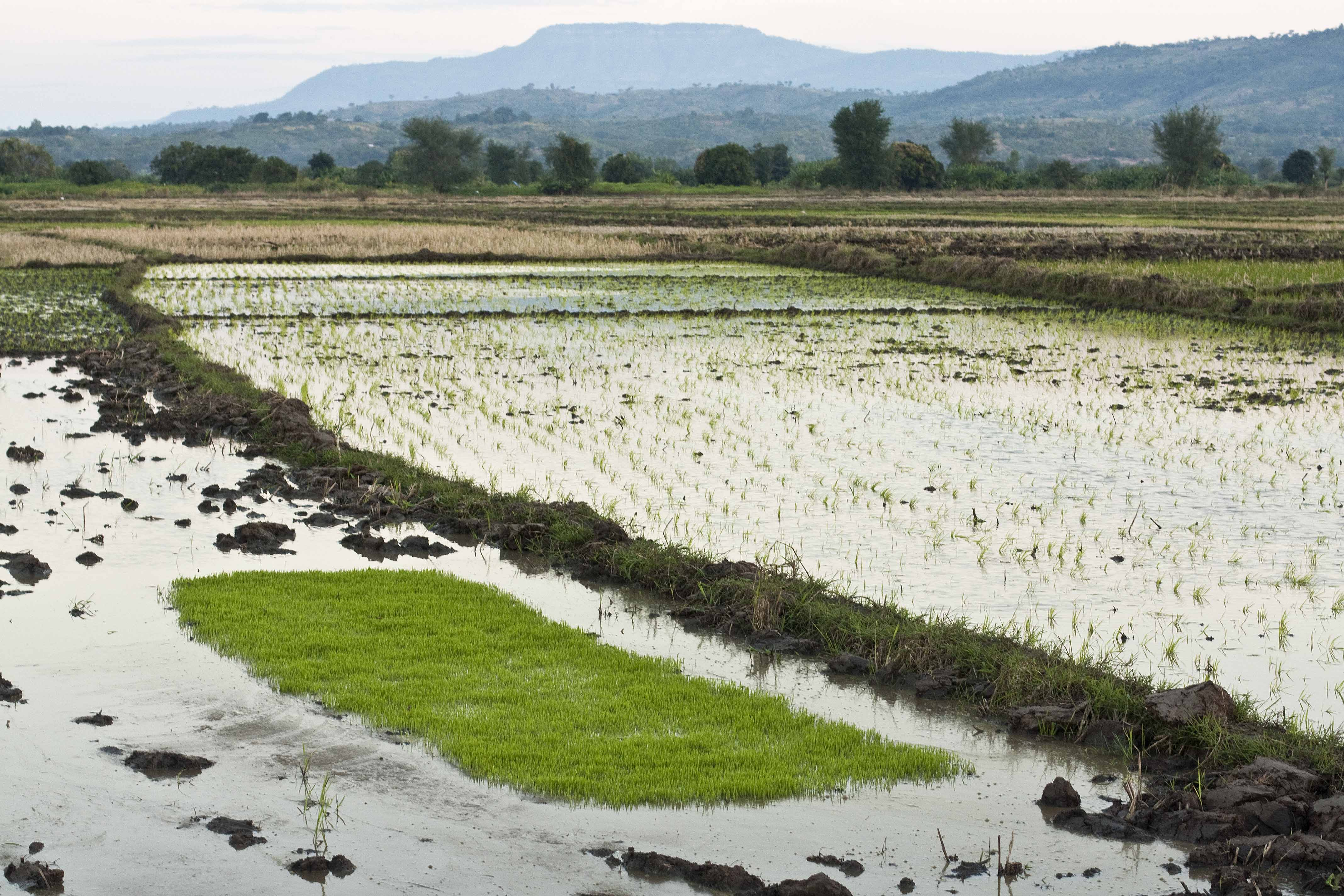
Campos de arroz en Karonga.
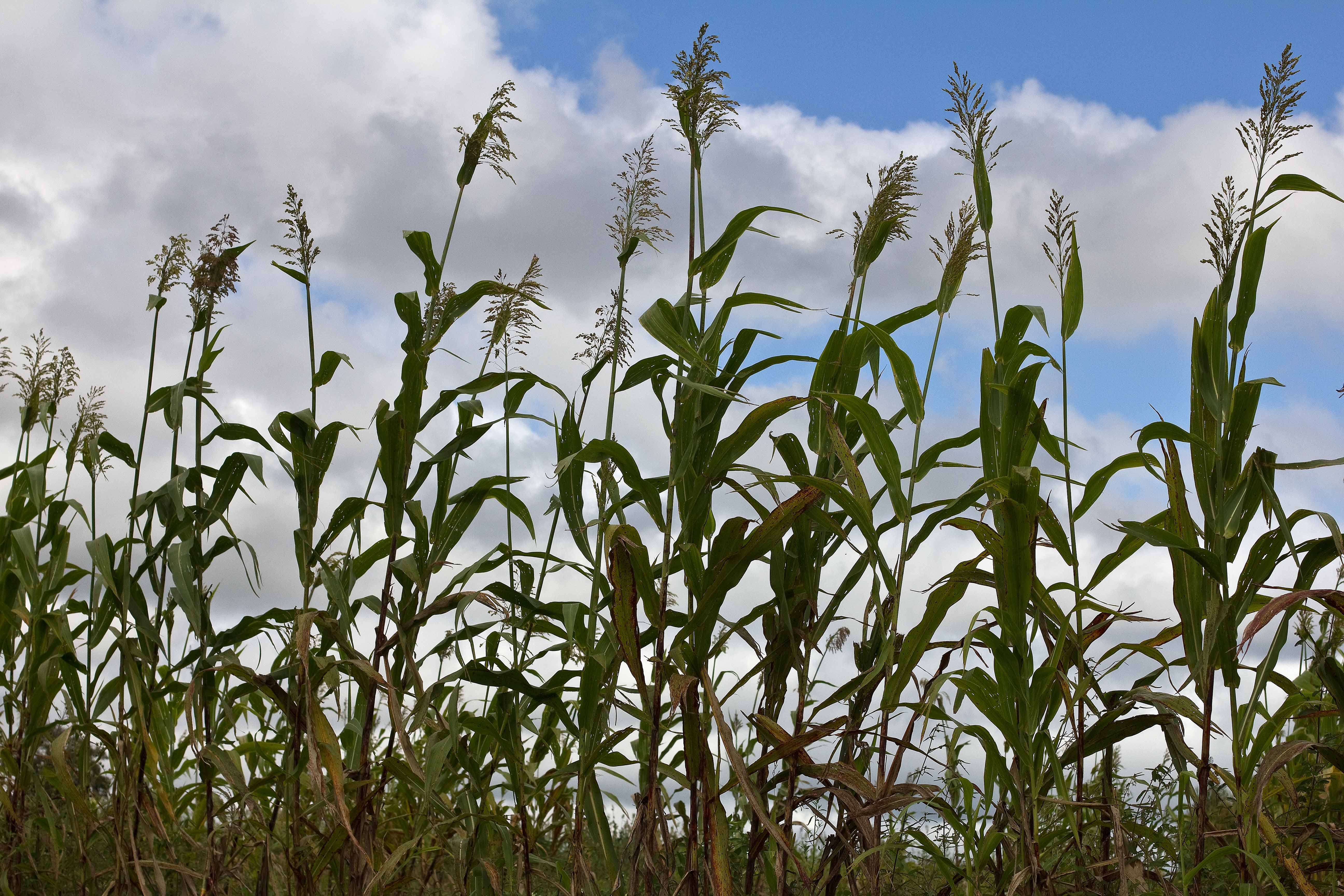
Una variedad local malauí de sorgo.

## Pescado
El pescado en Malaui procede principalmente del lago homónimo. Allí se pescan pescados utaka (cíclidos que viven en aguas abiertas) y mbuna (cíclidos que viven en las rocas de las orillas o en el fondo del lago).
Destaca el chambo (Oreochromis karongae), que está en peligro de extinción.